# Barbara Adamek
Barbara Adamek (* 10. Oktober 1950 in Kranenburg bei Kleve) ist eine deutsche Malerin sowie Objektkünstlerin.

## Berufliche Entwicklung
Barbara Adamek studierte von 1970 bis 1976 an der staatlichen Kunstakademie in Düsseldorf Kunst und Kunstwissenschaft und schloss dieses mit dem 1. und 2. Staatsexamen ab.
Seit 1980 präsentierte sie ihre Arbeiten öffentlich. Ihre Arbeiten waren Teil von diversen Einzel- sowie Gruppen-Ausstellung. Sie hatte unter anderem Ausstellungen in Berlin, Düsseldorf, Darmstadt, Bonn, Essen, Esslingen, Florenz, Frankfurt/Main, Grenoble, Hamamatsu, Karlsruhe, Krakau, Krefeld, Leipzig, Leicester, Middlesbrough und Tokio. In den Jahren 1988–89 war sie auf einem mehrmonatigen Arbeitsaufenthalt auf Bali.
Adamek nimmt eine ganz eigene Position mit Tendenzen zu abstrakter und konkreter Kunst ein. Ende der 1980er Jahre führte sie den Begriff der „Bildobjekte“ für ihre eigenen Werke ein.
Im Jahr 1993 half sie bei der Konzeption und Organisation der multimedialen Veranstaltungsreihe „SCHATTENRISS. Künstlerinnen gestern und heute.“ für die GEDOK Niederrhein-Ruhr in Zusammenarbeit mit der katholischen Akademie „Die Wolfsburg, Mülheim an der Ruhr“. Im Jahr 1993 begann sie ihren Lehrauftrag für Freie Malerei an der Universität GH Essen, diesen führte sie bis 1998 fort. Im Jahr 2003 war sie im Rahmen der Japanisch-Deutschen Ausstellung „Resonanzräume“ im Create Center, in Hamamatsu, Japan. Danach, im Jahre 2010 sowie 2013, als auch 2019 war sie wegen eines Arbeitsaufenthaltes in der Cité Internationale des Arts Paris.

## Ausstellungen

### Einzelausstellungen (Auswahl ab 1990)
- 1990: Torhausmuseum, Siegburg
- 1991: „Bildobjekte“, Galerie Lipski, Wesel
- 1992: GKK-Kunst-Spektrum, Krefeld
- 1993: Galerie b2, Solingen
- 1994: Kunstverein Paderborn, Paderborn
- 1995: Galerie Konrad Mönter, Meerbusch
- 1996: Künstlerbunker, Leverkusen
- 1997: Galerie Meta Weber, Krefeld
- 1998: „Klang der Farbe“, Galerie Barbara Cramer, Bonn
- 1999: „Der Garten als Muse“, Villa Romana, Studio Villetta, Florenz, Italien
- 2000: „Orte der Farbe“, Kunstmuseum Mülheim in der Alten Post, Mülheim
- 2001: „Ping Pong oder Die andere Wahrheit“, Museum Wesel, Niederrheinischer Kunstverein
- 2003: Krefelder Kunstverein, Krefeld (mit Ludwig Wertenbruch)
- 2004: „Duo“, Galerie Barbara Cramer, Bonn (mit Ludwig Wertenbruch)
- 2004/05: „Solveig“, Galerie Meta Weber, Krefeld
- 2006: Heidelberger Kunstverein, Heidelberg (mit Jutta Freudenberger)
- 2008: Stadtmuseum Siegburg
- 2009: „Drei-Farben-Bilder“, kunstraumno.10, Mönchengladbach
- 2011: „Taches de Soleil“, Cité Internationale des Arts Paris, Fotokunst, Studio Beckmann, Paris
- 2013: „L’Eau de Paris“, Cité Internationale des Arts Paris, Studio Wilhelm von Schadow, Paris
- 2015/2016: „You’re welcome“ – Bildobjekte, Galerie Meta Weber, Krefeld
- 2019/2020: „Dialog zweier Bildwelten“, Galerie Konrad Mönter, Meerbusch (mit Barbara Tappeser-Köhler)
- 2021: Verein für aktuelle Kunst/Ruhrgebiet e.V., Zentrum Altenberg, Oberhausen (mit Günter Malchow)

### Gruppenausstellungen (Auswahl ab 1990)
- 1990: „Art Meeting“, Art Gallery Middlesbrough, Middlesbrough, England
- 1991: „Zehn zeitgenössische deutsche Künstler“, Tanaka Art Gallery, Tokio, Japan* 2021: „Farbe – Raum – Objekt“, Kunstmuseum Temporär Mülheim, Galerie Gerold d’Hamé, Mülheim
- 1993: Huntenkunst ’93, Podium für internationale zeitgenössische bildende Kunst, Ulft, Niederlande
- 1995: Cubus Kunsthalle, Duisburg
- 1996: „Für kurze Zeit“, Kunsthalle Barmen, Wuppertal
- 1997: „Der Bogen“, Künstlerinnen der Gedok Niederrhein-Ruhr zu Gast bei der Gedok Leipzig, Haus des Buches, Leipzig
- 1998: DIE GROSSE Kunstausstellung NRW, Düsseldorf
- 1999: DIE GROSSE Kunstausstellung NRW, Düsseldorf
- 2000: New Walk Museum, Art Gallery of Leicester, Leicester, England
- 2001: DIE GROSSE Kunstausstellung NRW, Düsseldorf
- 2002: DIE GROSSE Kunstausstellung NRW, Düsseldorf
- 2003: „Resonanzräume“, japanisch-deutsche Ausstellung, Create Center, Hamamatsu, Japan
- 2004: „Acht Vorschläge für die Deutsche Botschaft in Kiew“, Bundesamt für Bauwesen und Raumordnung, Berlin
- 2005: „Via Senese“, Hommage an 100 Jahre Villa Romana, Kunstraum Fuhrwerkswaage, Köln
- 2006: „Über Kopf“, Flottmannhallen, Herne
- 2008: „Barbara Adamek – Bildobjekt, Ulrich J. Wolff – Radierung, Martin Schöneich – Plastik“, Kunstverein Germersheim
- 2009: „Quer geschnitten! Kunst aus Krefeld heute“, Kaiser-Wilhelm-Museum, Krefeld
- 2012: „1-2-3- von A bis Z. Grafische Folgen“, Galerie Villa Zanders, Bergisch Gladbach
- 2015: „25 Jahre Kunst im Stadtmuseum Siegburg“, Stadtmuseum Siegburg
- 2016: „Jahresausstellung Mülheimer Künstlerinnen & Künstler“, Kunstmuseum Mülheim an der Ruhr
- 2017: „Jahresausstellung Mülheimer Künstlerinnen & Künstler“, Kunstmuseum Mülheim an der Ruhr
- 2018: „Westfarbe – Paint vs. Colour, Prozessualität und Erscheinung“, Stadtmuseum Siegburg
- 2019: „Sichtweiten“, Übersichtsausstellung, Westdeutscher Künstlerbund, Ernst-Osthaus-Museum, Hagen, und Städtische Galerie Iserlohn
- 2020: „30 x 30“, Künstlerinnen und Künstler der Artothek, neue Werke, GKK-Kunst-Spektrum, Krefeld[4]

## Auszeichnungen
- 1989: Kunstförderpreis des Rhein-Sieg-Kreises
- 1994: Kunstpreis Rhein-Ruhr Zentrum in Essen
- 1999: Gastatelier in der Villa Romana in Florenz
- 2006: 1. Preis des Wettbewerbs der SAP AG zur Wandgestaltung für die Empfangshalle der neuen Gebäude in Walldorf
- 2012: Gewinn des Kunst-am-Bau-Wettbewerbs der AVR Rhein-Neckar zur künstlerischen Gestaltung des Empfangskubus im Foyer des neuen Verwaltungsgebäudes in Sinsheim[3]

## Kataloge (Auswahl)
- 1985: Bundes-GEDOK-Ausstellung, N.N., Karlsruhe[3]
- 1986: Reibungen 1986, Städtische Galerie Schloss Oberhausen, Oberhausen
- 1987: Standort ‘87. 25. Jahresausstellung der Neuen Darmstädter Sezession, Wolbert, Klaus; Palesch, Liane; Lortz, Helmut, Darmstadt, Krakau
- 1994: Bildobjekte, Kunstverein Paderborn, Paderborn
- 1995: Nordland und andere, GEDOK Niederrhein-Ruhr, Duisburg
- 1998: Westdeutscher Künstlerbund. Schauplätze,  Knorre, Alexander von; Ludewig, Ulrich, Herne, Bochum
- 1999: Farbe Form Konzept, Städtische Galerie Lüdenscheid, Lüdenscheid
- 2000: Barbara Adamek – Orte der Farbe, Kunstmuseum Mülheim in der Alten Post, Niederrheinischer Kunstverein, Löhnen
- 2001: Perplex – Positionen und Perspektiven, Bundes-GEDOK, Bundeskunsthalle, Bonn
- 2003:  Resonanzräume – Zeitgenössische Kunst aus Japan und Deutschland. Japanisch-deutscher Ausstellungskatalog, Verein für japanisch-deutschen Kulturaustausch, Stadt Krefeld, Stadt Hamamatsu, Chunichi Shinbun, Hamamatsu Convention Bureau Hamamatsu
- 2005: Die Sammlung Röhnisch. Von Braque bis Beuys. 2. Juni bis 10. Juli 2005, Becks, Jürgen (Hrsg. im Auftrag der Stadt Wesel, Städtisches Museum Wesel), Wesel
- 2005: Via Senese, Kunstverein Fuhrwerkswaage, Köln
- 2006: Barbara Adamek – Übertragung. Bildobjekte von 1997–2006, Heidelberger Kunstverein und Stadtmuseum Siegburg, Kleve
- 2009: Quer geschnitten!, Krefelder Kunstmuseen, Krefeld

### Aufsätze (Auswahl)
- Mauermann, Karl Heinz: Barbara Adamek. In: Reibungen 1986
- Baleka, Jan: Barbara Adamek. In: [Publikation der Sparkasse Mülheim an der Ruhr], Mülheim 1989
- Schubert, Jörg: Von der Wirklichkeit des Bildes. Anmerkungen zum ästhetischen Konzept der Künstlerin Barbara Adamek. In: Bildobjekte 1994, S. 3–8.
- Krewani, Wolfgang: Material und Gestaltung. Überlegungen zu den Arbeiten von Barbara Adamek. In: Bildobjekte 1994, S. 35–41
- Groß: Dagmar: Die Krefelder Künstlerin Barbara Adamek. In: Die Kammer, IHK Mittlerer Niederrhein, Krefeld, 5/95, S. 24 f.
- Heller, Renate Heidt: Dialog als Struktur. In: Nordland 1995, S. 7–15.
- Finckh, Gerhard: Konkret in Farbe und Form – Anmerkungen zu Werken von Barbara Adamek, Gisela Brinkmann, Edda Jachens und Sybille Pattscheck. In: Farbe Form … 1999.
- Uelsberg, Gabriele: Orte der Farbe. In: Orte der Farbe 2000, S, 3–7.
- Müller, Sabine: 7 x Farbe pur. In: Kunstforum International, Bd. 164, Ruppichteroth, März–Mai 2003, S. 323–325.
- Ermacora, Beate: Barbara Adamek. In: Resonanzräume 2003, S. 30.
- Uelsberg, Gabriele: Meeting mit 13 Flügeln. In: Übertragung 2006, S. 58–62.
- Caspary, Gundula: Kühle Poesie – zu den Bildobjekten von Barbara Adamek. In: Übertragung 2006, S. 7–10.
- Gercke, Hans: Zwischenräume aus Licht und Farbe. In: Übertragung 2006, S. 3–6.
- Janzen, Thomas: Gegenüber von Samen Hofmann. 17 Positionen Krefelder Gegenwartskunst. In: Quer geschnitten! 2009, S. 6–16.

### Lexika
- Klimt, Andreas; Trepák, Sandra (Hrsg.): Kürschners Handbuch der Bildenden Künstler. Deutschland, Österreich, Schweiz. Band I. A–O. München, Leipzig 2005[1][3]